# Football Club Internazionale Milano 2025-2026 (femminile)
Questa voce raccoglie le informazioni riguardanti la squadra femminile del Football Club Internazionale Milano nelle competizioni ufficiali della stagione 2025-2026.

## Stagione
Dopo aver raggiunto il miglior risultato di sempre in serie A con il secondo posto guadagnato nel campionato precedente ed essersi garantita la qualificazione ai preliminari della Champions League femminile per la prima volta nella propria storia, l'Inter affronta la nuova stagione confermando l'allenatore Gianpiero Piovani.

## Divise e sponsor
Lo sponsor tecnico per la stagione 2025-2026 è Nike, dopo il rinnovo della stagione 2023-2024, mentre gli sponsor ufficiali sono il main sponsor Betsson Sport, lo sleeve sponsor Gate.io e il back sponsor U-Power. Gli sponsor ufficiali del kit d'allenamento sono invece il main sponsor Qatar Airways e lo sleeve sponsor BPER Banca.
|  | Casa | Trasferta |

Per i portieri sono disponibili quattro divise in varianti nero, giallo, arancione e verde.
| 1ª portiere | 2ª portiere | 3ª portiere | 4ª portiere |

## Organigramma societario
Area sportiva
- Women Football Project Manager: Marco Ieradi[9]

Area tecnica
- Allenatore: Gianpiero Piovani
- Allenatore in seconda: Giorgio Schiavini
- Preparatore dei portieri: Gabriele Zanon
- Preparatore atletico:
- Preparatore atletico:
- Match analyst:
- Dottore: Paolo Amaddeo
- Coordinatore fisioterapisti: Marco Candiloro
- Fisioterapista: Mattia Sagona
- Fisioterapista: Roberto Bottoni
- Nutrizionista: Natale Gentile

## Rosa
Rosa, ruoli e numeri di maglia come da sito ufficiale, aggiornati al 16 agosto 2025.
| N. |                          | Ruolo | Calciatrice                  |
| -- | ------------------------ | ----- | ---------------------------- |
| 1  | Islanda (bandiera)       | P     | Cecilía Rán Rúnarsdóttir     |
| 3  | Nuova Zelanda (bandiera) | D     | Katie Bowen                  |
| 4  | Danimarca (bandiera)     | D     | Caroline Pleidrup            |
| 5  | Spagna (bandiera)        | D     | Ivana Andrés                 |
| 6  | Italia (bandiera)        | C     | Irene Santi                  |
| 7  | Malta (bandiera)         | A     | Haley Bugeja                 |
| 8  | Islanda (bandiera)       | C     | Karólína Lea Vilhjálmsdóttir |
| 9  | Italia (bandiera)        | A     | Elisa Polli                  |
| 10 | Germania (bandiera)      | C     | Lina Magull                  |
| 12 | Italia (bandiera)        | P     | Alessia Piazza               |
| 13 | Italia (bandiera)        | D     | Beatrice Merlo               |
| 14 | Italia (bandiera)        | D     | Chiara Robustellini          |

| N. |                                 | Ruolo | Calciatrice                  |
| -- | ------------------------------- | ----- | ---------------------------- |
| 15 | Italia (bandiera)               | A     | Annamaria Serturini          |
| 16 | Montenegro (bandiera)           | C     | Maša Tomašević               |
| 18 | Italia (bandiera)               | A     | Benedetta Glionna            |
| 20 | Belgio (bandiera)               | C     | Marie Detruyer               |
| 21 | Italia (bandiera)               | C     | Martina Tomaselli            |
| 22 | Svezia (bandiera)               | C     | Olivia Schough               |
| 24 | Bosnia ed Erzegovina (bandiera) | D     | Marija Milinković            |
| 27 | Ungheria (bandiera)             | C     | Henrietta Csiszár (capitano) |
| 31 | Belgio (bandiera)               | A     | Tessa Wullaert               |
| 32 | Italia (bandiera)               | P     | Elena Belli                  |
| 33 | Italia (bandiera)               | D     | Elisa Bartoli                |
| 44 | Italia (bandiera)               | D     | Lidia Consolini              |

## Calciomercato

### Sessione estiva
| Acquisti         | Acquisti                     | Acquisti      | Acquisti      |
| R.               | Nome                         | da            | Modalità      |
| ---------------- | ---------------------------- | ------------- | ------------- |
| P                | Cecilía Rán Rúnarsdóttir     | Bayern Monaco | definitivo    |
| D                | Caroline Pleidrup            | Sassuolo      | definitivo    |
| C                | Karólína Lea Vilhjálmsdóttir | Bayern Monaco | definitivo    |
| C                | Maša Tomašević               | Budućnost     | definitivo    |
| A                | Benedetta Glionna            | Roma          | definitivo    |
| Altre operazioni |                              |               |               |
| R.               | Nome                         | da            | Modalità      |
| P                | Francesca Durante            | Fiorentina    | fine prestito |
| D                | Caterina Fracaros            | Napoli        | fine prestito |
| D                | Angela Passeri               | Bologna       | fine prestito |
| D                | Bianca Vergani               | Cesena        | fine prestito |
| A                | Maja Jelčić                  | Napoli        | fine prestito |
| A                | Loreta Kullashi              | Napoli        | fine prestito |
| A                | Gaia Lonati                  | Parma         | fine prestito |

| Cessioni         | Cessioni             | Cessioni   | Cessioni       |
| R.               | Nome                 | a          | Modalità       |
| ---------------- | -------------------- | ---------- | -------------- |
| P                | Francesca Durante    | Lazio      | prestito       |
| P                | Rachele Baldi        | Fiorentina | fine prestito  |
| D                | Jasmin Mansaray      |            | fine contratto |
| D                | Beatrix Fordos       | Norimberga | prestito       |
| C                | Lisa Alborghetti     |            | ritiro         |
| C                | Ghoutia Karchouni    | Servette   | fine contratto |
| C                | Sofie Junge Pedersen |            | fine contratto |
| C                | Matilde Pavan        | Juventus   | definitivo     |
| A                | Michela Cambiaghi    | Juventus   | definitivo     |
| Altre operazioni |                      |            |                |
| R.               | Nome                 | da         | Modalità       |
| D                | Caterina Fracaros    | Bologna    | prestito       |
| D                | Angela Passeri       | Bologna    | prestito       |
| D                | Giulia Trevisan      | Como 1907  | prestito       |
| D                | Bianca Vergani       | Napoli     | definitivo     |
| D                | Hillary Diaz         | Fleury     | prestito       |
| C                | Paola Fadda          | Cesena     | prestito       |
| A                | Gaia Lonati          | Parma      | definitivo     |
| A                | Maja Jelčić          | Young Boys | prestito       |
| A                | Carolina Tironi      | Bologna    | prestito       |
| A                | Loreta Kullashi      |            | risoluzione    |

## Risultati

### Coppa Italia

#### Fase a eliminazione diretta
| 20-21 dicembre 2025, ore --:-- CET Secondo turno | Donna Roma / Como 1907 | – | Inter |  |

### Serie A Women's Cup

#### Fase a gironi
| Genova 22 agosto 2025, ore 18:30 CEST 1ª giornata | Genoa | – | Inter | Campo sportivo Nazario Gambino (Arenzano) |

| Milano 6 settembre 2025, ore 18:00 CEST 2ª giornata | Inter | – | Fiorentina | Arena Civica |

| 13-14 settembre 2025, ore --:-- CEST 3ª giornata | Inter | – | Como |  |

### Women's Champions League

#### Qualificazioni
| Milano 27 agosto 2025, ore 16:00 CEST Primo turno - semifinale | Brann | – referto | Inter | Centro Sportivo Giacinto Facchetti |

| Milano 30 agosto 2025, ore --:-- CEST Primo turno - finale |  | – |  | Centro Sportivo Giacinto Facchetti |

## Statistiche

### Statistiche di squadra
Statistiche aggiornate al 22 luglio 2025.
| Competizione             | Punti | In casa | In casa | In casa | In casa | In casa | In casa | In trasferta | In trasferta | In trasferta | In trasferta | In trasferta | In trasferta | Totale | Totale | Totale | Totale | Totale | Totale | DR |
| Competizione             | Punti | G       | V       | N       | P       | Gf      | Gs      | G            | V            | N            | P            | Gf           | Gs           | G      | V      | N      | P      | Gf     | Gs     | DR |
| ------------------------ | ----- | ------- | ------- | ------- | ------- | ------- | ------- | ------------ | ------------ | ------------ | ------------ | ------------ | ------------ | ------ | ------ | ------ | ------ | ------ | ------ | -- |
| Serie A                  | -     | -       | -       | -       | -       | -       | -       | -            | -            | -            | -            | -            | -            | -      | -      | -      | -      | -      | -      | -  |
| Coppa Italia             | -     | -       | -       | -       | -       | -       | -       | -            | -            | -            | -            | -            | -            | -      | -      | -      | -      | -      | -      | -  |
| Women's Champions League | -     | -       | -       | -       | -       | -       | -       | -            | -            | -            | -            | -            | -            | -      | -      | -      | -      | -      | -      | -  |
| Serie A Women's Cup      | -     | -       | -       | -       | -       | -       | -       | -            | -            | -            | -            | -            | -            | -      | -      | -      | -      | -      | -      | -  |
| Totale                   | -     | -       | -       | -       | -       | -       | -       | -            | -            | -            | -            | -            | -            | -      | -      | -      | -      | -      | -      | -  |

### Andamento in campionato
| Giornata  | 1 | 2 | 3 | 4 | 5 | 6 | 7 | 8 | 9 | 10 | 11 | 12 | 13 | 14 | 15 | 16 | 17 | 18 | 19 | 20 | 21 | 22 |
| --------- | - | - | - | - | - | - | - | - | - | -- | -- | -- | -- | -- | -- | -- | -- | -- | -- | -- | -- | -- |
| Luogo     | C | T | C | T | C | T | T | C | T | C  | T  | T  | C  | T  | C  | T  | C  | C  | T  | C  | T  | C  |
| Risultato |   |   |   |   |   |   |   |   |   |    |    |    |    |    |    |    |    |    |    |    |    |    |
| Posizione |   |   |   |   |   |   |   |   |   |    |    |    |    |    |    |    |    |    |    |    |    |    |

Legenda:

Luogo: C = Casa; T = Trasferta. Risultato: V = Vittoria; N = Pareggio; P = Sconfitta.

### Statistiche delle giocatrici
| Giocatore            | Serie A  | Serie A | Serie A     | Serie A    | Coppa Italia | Coppa Italia | Coppa Italia | Coppa Italia | Serie A Women's Cup | Serie A Women's Cup | Serie A Women's Cup | Serie A Women's Cup | UEFA Champions League | UEFA Champions League | UEFA Champions League | UEFA Champions League | Totale   | Totale | Totale      | Totale     |
| Giocatore            | Presenze | Reti    | Ammonizioni | Espulsioni | Presenze     | Reti         | Ammonizioni  | Espulsioni   | Presenze            | Reti                | Ammonizioni         | Espulsioni          | Presenze              | Reti                  | Ammonizioni           | Espulsioni            | Presenze | Reti   | Ammonizioni | Espulsioni |
| -------------------- | -------- | ------- | ----------- | ---------- | ------------ | ------------ | ------------ | ------------ | ------------------- | ------------------- | ------------------- | ------------------- | --------------------- | --------------------- | --------------------- | --------------------- | -------- | ------ | ----------- | ---------- |
| I. Andrés            | -        | -       | -           | -          | -            | -            | -            | -            | -                   | -                   | -                   | -                   | -                     | -                     | -                     | -                     | -        | -      | -           | -          |
| E. Bartoli           | -        | -       | -           | -          | -            | -            | -            | -            | -                   | -                   | -                   | -                   | -                     | -                     | -                     | -                     | -        | -      | -           | -          |
| E. Belli             | -        | -       | -           | -          | -            | -            | -            | -            | -                   | -                   | -                   | -                   | -                     | -                     | -                     | -                     | -        | -      | -           | -          |
| K. Bowen             | -        | -       | -           | -          | -            | -            | -            | -            | -                   | -                   | -                   | -                   | -                     | -                     | -                     | -                     | -        | -      | -           | -          |
| H. Bugeja            | -        | -       | -           | -          | -            | -            | -            | -            | -                   | -                   | -                   | -                   | -                     | -                     | -                     | -                     | -        | -      | -           | -          |
| H. Csiszár           | -        | -       | -           | -          | -            | -            | -            | -            | -                   | -                   | -                   | -                   | -                     | -                     | -                     | -                     | -        | -      | -           | -          |
| M. Detruyer          | -        | -       | -           | -          | -            | -            | -            | -            | -                   | -                   | -                   | -                   | -                     | -                     | -                     | -                     | -        | -      | -           | -          |
| B. Glionna           | -        | -       | -           | -          | -            | -            | -            | -            | -                   | -                   | -                   | -                   | -                     | -                     | -                     | -                     | -        | -      | -           | -          |
| L. Magull            | -        | -       | -           | -          | -            | -            | -            | -            | -                   | -                   | -                   | -                   | -                     | -                     | -                     | -                     | -        | -      | -           | -          |
| B. Merlo             | -        | -       | -           | -          | -            | -            | -            | -            | -                   | -                   | -                   | -                   | -                     | -                     | -                     | -                     | -        | -      | -           | -          |
| M. Milinković        | -        | -       | -           | -          | -            | -            | -            | -            | -                   | -                   | -                   | -                   | -                     | -                     | -                     | -                     | -        | -      | -           | -          |
| A. Piazza            | -        | -       | -           | -          | -            | -            | -            | -            | -                   | -                   | -                   | -                   | -                     | -                     | -                     | -                     | -        | -      | -           | -          |
| C. Pleidrup          | -        | -       | -           | -          | -            | -            | -            | -            | -                   | -                   | -                   | -                   | -                     | -                     | -                     | -                     | -        | -      | -           | -          |
| E. Polli             | -        | -       | -           | -          | -            | -            | -            | -            | -                   | -                   | -                   | -                   | -                     | -                     | -                     | -                     | -        | -      | -           | -          |
| C. Rán Rúnarsdóttir  | -        | -       | -           | -          | -            | -            | -            | -            | -                   | -                   | -                   | -                   | -                     | -                     | -                     | -                     | -        | -      | -           | -          |
| C. Robustellini      | -        | -       | -           | -          | -            | -            | -            | -            | -                   | -                   | -                   | -                   | -                     | -                     | -                     | -                     | -        | -      | -           | -          |
| I. Santi             | -        | -       | -           | -          | -            | -            | -            | -            | -                   | -                   | -                   | -                   | -                     | -                     | -                     | -                     | -        | -      | -           | -          |
| O. Schough           | -        | -       | -           | -          | -            | -            | -            | -            | -                   | -                   | -                   | -                   | -                     | -                     | -                     | -                     | -        | -      | -           | -          |
| A. Serturini         | -        | -       | -           | -          | -            | -            | -            | -            | -                   | -                   | -                   | -                   | -                     | -                     | -                     | -                     | -        | -      | -           | -          |
| M. Tomaselli         | -        | -       | -           | -          | -            | -            | -            | -            | -                   | -                   | -                   | -                   | -                     | -                     | -                     | -                     | -        | -      | -           | -          |
| M. Tomašević         | -        | -       | -           | -          | -            | -            | -            | -            | -                   | -                   | -                   | -                   | -                     | -                     | -                     | -                     | -        | -      | -           | -          |
| K.L. Vilhjálmsdóttir | -        | -       | -           | -          | -            | -            | -            | -            | -                   | -                   | -                   | -                   | -                     | -                     | -                     | -                     | -        | -      | -           | -          |
| T. Wullaert          | -        | -       | -           | -          | -            | -            | -            | -            | -                   | -                   | -                   | -                   | -                     | -                     | -                     | -                     | -        | -      | -           | -          |

## Giovanili

### Organigramma
Area tecnica
- Primavera
  - Allenatore: Marco Mandelli[32]

### Piazzamenti
- Primavera:
  - Campionato: da disputare